# Filips Emanuel van Lotharingen
Filips Emanuel van Lotharingen (Nomeny, 9 september 1558 - Neurenberg, 19 februari 1602) was van 1577 tot aan zijn dood hertog van Mercœur en van 1579 tot aan zijn dood hertog iure uxoris van Penthièvre. Hij behoorde tot het huis Lotharingen.

## Levensloop
Filips Emanuel was de oudst overlevende zoon van Nicolaas van Lotharingen, hertog van Mercœur, uit diens huwelijk met Johanna van Savoye-Nemours, dochter van hertog Filips van Savoye-Nemours. Na de dood van zijn vader in 1577 werd hij hertog van Mercœur. Op 12 juli 1579 huwde hij in Parijs met Maria van Luxemburg, die na het overlijden van haar vader Sebastiaan in 1569 hertogin van Penthièvre was geworden. Filips Emanuel zou dit hertogdom besturen tot aan zijn eigen dood in 1602.
Hij vocht mee in de Hugenotenoorlogen en was een prominent lid van de katholieke Heilige Liga. In 1582 werd hij door koning Hendrik III van Frankrijk, de echtgenoot van zijn halfzus Louise van Lotharingen, benoemd tot gouverneur van Bretagne en in 1588 riep hij zichzelf uit tot beschermer van de katholieke kerk in de provincie. 
De familie van zijn vrouw, het huis Penthièvre, stamde af van het huis Dreux, dat lange tijd de hertog van Bretagne had  geleverd. Gedurende de 14e-eeuwse Bretonse Successieoorlog had het huis Penthièvre de macht in Bretagne verloren aan het huis Montfort. Vervolgens had de familie meermaals, zonder succes, geprobeerd om de Montforts af te zetten. Filips Emanuel maakte van de erfrechten van zijn vrouw gebruik om in Bretagne een onafhankelijke positie te verwerven en installeerde in Nantes zelfs een Bretonse regering. Ook liet hij zijn zoon Filips Lodewijk "prins en hertog van Bretagne" noemen.
Nadat de protestantse Hendrik IV in 1589 koning van Frankrijk was geworden, sloot Filips Emanuel een alliantie met de Spanjaarden om zijn onafhankelijke positie te behouden. Hendrik IV stuurde troepen onder leiding van hertog Hendrik van Montpensier naar Bretagne. Het kwam in mei 1592 tot de Slag bij Craon, waarbij Filips Emanuel met de steun van de Spanjaarden de Fransen versloeg. De koninklijke troepen werden echter al snel versterkt met Engelse contingenten. Het tij keerde voor Filips Emanuel en op 20 maart 1598 moest hij zich in Angers onderwerpen aan de koning. Hendrik IV verstevigde vervolgens zijn greep op Bretagne door zijn onwettige zoon Caesar van Vendôme uit te huwelijken met Filips' dochter Francisca. Na zijn onderwerping aan de koning ging Filips Emanuel in krijgsdienst in het leger van keizer Rudolf II en vocht hij in Hongarije tegen de Ottomanen. In 1601 was hij betrokken bij de inname van Székesfehérvár.
Filips Emanuel stierf in februari 1602 in Neurenberg, 43 jaar oud. Hij werd als hertog van Mercœur opgevolgd door zijn dochter Francisca.

## Nakomelingen
Filips Emanuel en zijn echtgenote Maria van Luxemburg kregen vier kinderen:
- Frans, jong gestorven
- Lodewijk, jong gestorven
- Filips Lodewijk (1589-1590)
- Francisca (1592-1669), huwde in 1608 met hertog Caesar van Vendôme